# Атиши
Атиши (фр. Attichy) је насељено место у Француској у региону Пикардија, у департману Оаза.
По подацима из 2011. године у општини је живело 1909 становника, а густина насељености је износила 129,51 становника/km².

## Демографија
| 1962. | 1968. | 1975. | 1982. | 1990. | 2011. |
| ----- | ----- | ----- | ----- | ----- | ----- |
| 1.317 | 1.391 | 1.545 | 1.616 | 1.651 | 1.909 |